# Thomas Köner
Thomas Köner est un artiste multimédia allemand né en 1965 à Bochum, qui combine dans son travail les arts visuels et la musique. 
Son œuvre s'inspire beaucoup des paysages glacés du cercle polaire Arctique, qu'il tente de recréer à travers un dark ambient proche du drone. 

## Biographie
Thomas Köner fait ses études au collège de musique de Dortmund et étudie la musique électronique au CEM-Studio à Arnhem de 1985 à 1990.
En 1990, son premier album sort  sur le label hollandais Barooni.  Les deux albums suivants ont été édités en 1997 par le label allemand Mille Plateaux 
Entre 1992 et 1994, Köner a été employé par la Ruhr Sound Studios de Dortmund.  Il travaille comme artiste indépendant depuis 1995.
En 2000 il obtient le prix « Nouveaux médias » du festival International de Montréal.
Sa vidéo Banlieue du Vide a reçu en 2004  le  Prix Ars Electronica dans la catégorie de la musique numérique et art sonore.

## Discographie
- 1990 : Nunatak Gongamur (Barooni)
- 1992 : Teimo (Barooni)
- 1993 : Permafrost (Barooni)
- 1995 : Aubrite (Barooni)
- 1997 : Teimo/Permafrost (réédition par Mille Plateaux)
- 1997 : Nuuk (issu de Driftworks)
- 1998 : Kaamos (Mille Plateaux)
- 2001 : Unerforschtes Gebiet (Die Stadt)
- 2002 : Daikan (Mille Plateaux)
- 2003 : Zyklop (Mille Plateaux)
- 2003 : Unerforschtes Gebiet (édition CD) (Die Stadt)
- 2004 : Nuuk (réédition) CD/DVD (MillePlateauxMedia)
- 2009 : La Barca (Fario)
- 2012 : Novaya Zemlya (Touch)